# Edificio Atlantic
El Edificio Atlantic es un bloque de condominios de 25 pisos ubicado en calle D entre 1.ª y 3.ª, en El Vedado, en La Habana, por lo que se encuentra en una zona privilegiada próxima al Malecón habanero. Es la primera construcción erigida por la empresa mixta cubano-italiana Azul Inmobiliaria, fundada en 1999 en asociación con el partner italiano B & D International y que constituye un holding con franquicia en Cuba donde se le conoce como Inversiones Punta del Morro. Su construcción comenzó en el año 2000 y fue inaugurado el 10 de febrero de 2007. Es considerado un símbolo de la arquitectura moderna cubana.

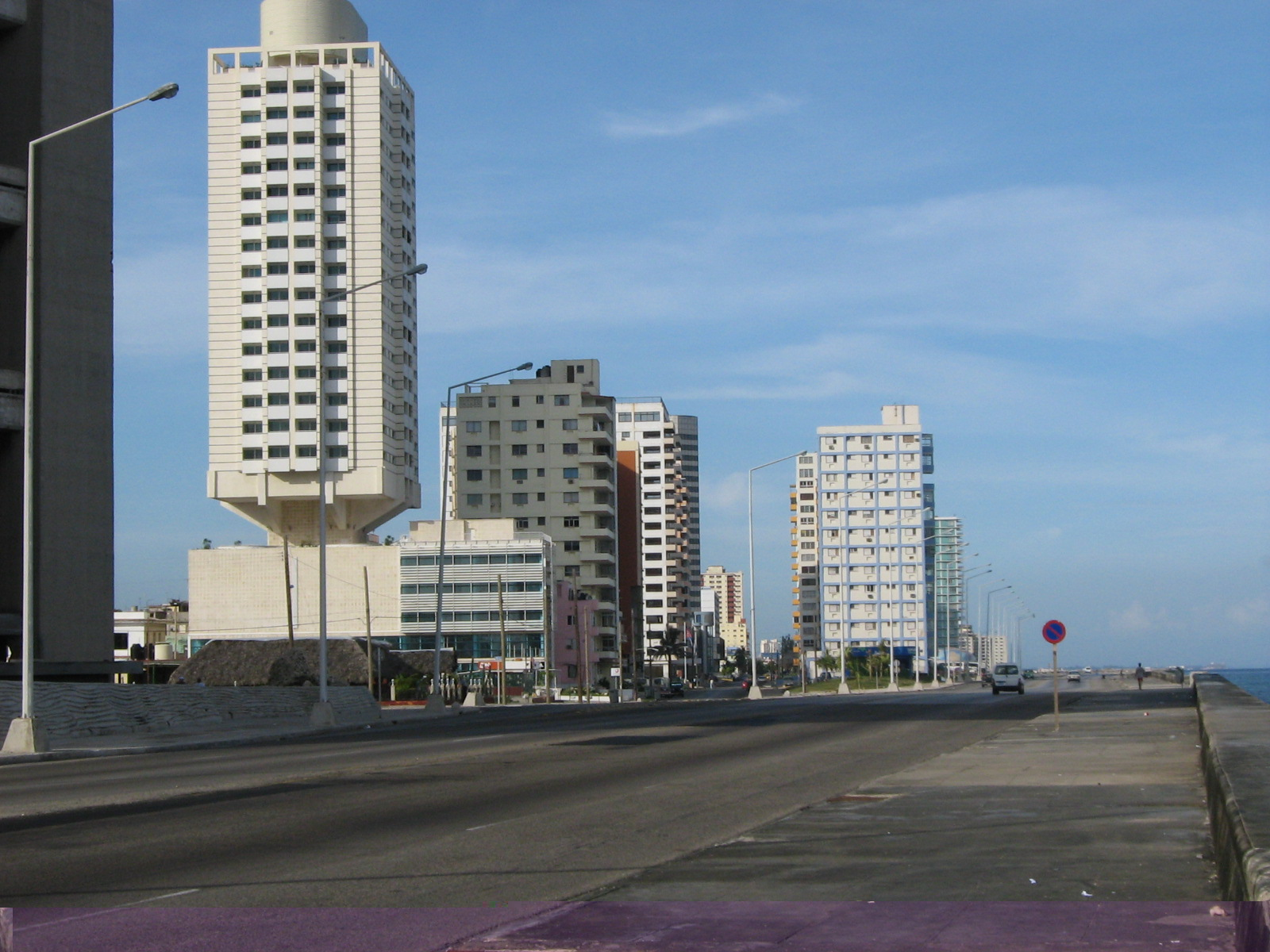
El Edificio Atlantic en primer plano, dentro de la zona del Malecón.

## Estructura
Está compuesto por el lobby en la planta baja junto con una oficina, 5 pisos de parqueos, una terraza y piscina en el sexto piso. Los 96 departamentos se encuentran distribuidos en 15 niveles a partir del octavo piso, a razón de 6 por planta. En el nivel 23 hay varias piscinas y locales técnicos en el 24 y 25.
Además forma parte del conjunto un edificio lateral de 5 plantas, con tres centros comerciales y seis viviendas.

### Materiales
El proyecto resultó muy novedoso en todos sus aspectos, fueron usadas ménsulas de hormigón postensado de alta resistencia y durabilidad (hasta 600 kg/cm²), fueron empleados además cables con límite elástico de 1 900 kg/mm².
Los materiales empleados fueron sometidos a profundos estudios de riesgo debido a que el edificio está localizado en una zona cercana al mar y propensa a recibir fuertes vientos y penetraciones del mar cuando la ciudad es azotada por un huracán.

### Diseño
Su arquitectura fue diseñada por un equipo de expertas italianos de la firma MSC, a la vez que el proyecto estructural y para las diferentes facilidades fue desarrollado por la empresa cubana DCH.

### Facilidades
Con una vista espectacular del Estrecho de la Florida y a la ciudad, es un destino de lujo en la gran urbe. Las habitaciones cuentan con servicios de última generación: climatización, iluminación, fax, teléfonos, TV por cable, video portero, rápidos ascensores, seguridad interna, sistemas contra intrusos, planta de emergencia. Complementado con facilidades alquiler de coches (Havanautos), de entrega de paquetes como Cubapack o DHL.